# Joan March Ordinas
Pour les articles homonymes, voir March.
Joan March Ordinas, né à Santa Margalida, Majorque le 4 octobre 1880 d'une famille catalane et mort à Madrid, le 10 mars 1962, était  un contrebandier, devenu homme politique et banquier espagnol. Il fut sans doute l'homme le plus riche d'Espagne de l'avant-guerre civile.

## Biographie

### Enfance
Au village campagnard de Santa Margalida, dans la plaine de Majorque, sa famille vit des travaux agricoles, notamment de l'élevage de porcs.
Au collège franciscain de Pont d'Inca, il se révèle un élève médiocre. 
Le talent de la négociation et l'absence de tout scrupule dans les affaires lui seraient venus dès l'enfance.

### Première Guerre mondiale
En 1906 Joan March commença des activités de contrebande avec le tabac. Il investit dans une fabrique en Algérie, puis obtient, en 1911, le « monopole » de cette contrebande au Maroc. Il développe ce commerce clandestin avec l'Espagne, notamment entre l'Algérie et la région de Valence. 
Il investit également dans la production d'électricité ainsi que dans les transports, aux Baléares.
Ils créent des réseaux, qui lui permettent l'approvisionnement des alliés, anglais comme allemands, durant la Première Guerre mondiale, à partir de navires circulant en méditerranée. En 1916, il fonde la compagnie maritime Trasmediterránea.
Il est accusé du meurtre d'un rival, Rafael Garau, la même année 1916, sans être inquiété.
Il crée en 1926 la banque March (Banca March) à Palma, à Mallorque, son île natale.

### IIerépubliqueespagnole
Lors du directoire de Miguel Primo de Rivera, la Compagnie espagnole des pétroles, possédant des concessions au Venezuela et une raffinerie importante aux îles Canaries, ne peut plus alimenter ni sa raffinerie, ni l’Espagne, les bateaux-citernes refusant de charger son carburant vénézuélien à la suite des manœuvres de boycott de la Standard Oil, de la Royal Dutch et de la Shell s'opposant au monopole espagnol de la compagnie. La situation financière de cette Compagnie espagnole des pétroles devient tragique au point qu’elle sollicite une avance de cent millions à Joan March qui demanda en garantie les actions de la compagnie. Il transfère ensuite ces titres aux pétroliers anglais de la Shell. Toujours durant le directoire, il se voit officiellement accorder le monopole de la distribution du tabac au Maroc espagnol.
Ayant été par le passé sympathisant des idées républicaines, il est élu député du parti Izquierda Liberal aux Cortes de la Seconde République espagnole. 
En 1921, il lance le quotidien El Dia, qui paraîtra jusqu'en 1939, pour diffuser ses idées.
La seconde république espagnole s'installe en 1931 ; elle pourchasse les activités de Joan March. Accusé de fraude, le voici emprisonné en 1932 à Madrid, puis en 1933 à Alcala ; grâce à des complicités il organise son évasion, qui fit sensation. Filant par Gibraltar, il se réfugie à Paris.
Il semblerait qu'il ait utilisé sa fortune (estimée à près de 20 millions de livres sterling) pour saboter la monnaie de la Seconde République qui se maintint néanmoins à un cours à peu près stable (environ 55 pesetas pour une livre sterling).

### Guerre civile espagnole
Réélu député en 1936, il prépare, à Biarritz, le financement du coup d'état du général Francisco Franco. Il devient l'un des principaux soutien financiers de l'armée du général lors du soulèvement de 1936. 
Son argent conjugué à ses relations finance les avions italiens et allemands utilisés pour le transfert de Franco et de ses troupes en provenance des îles Canaries, pour Séville, via le Maroc, grâce à un pont aérien.
Après le 1er septembre 1939, March promet ses services aux représentants du Reich allemand pour la reddition des navires allemands qui se trouvent dans les ports espagnols au début de la guerre. En 1940, cela abouti à une coopération étroite avec le Kapitän zur See allemand Gerhard Wagner dans le cadre de l'"Action Wagner", au cours de laquelle des matières premières de guerre stratégiquement importantes sont apportées en Allemagne et compensées par des livraisons d'armes, de mercenaires et de services de transport allemands dans le contexte de la suppression de la République espagnole dans les années après 1936. 
Durant la Seconde Guerre mondiale, Joan March intervient comme entremetteur entre les Américains et les Anglais, d'une part, et le général Franco, d'autre part, pour limiter l'engagement espagnol en faveur de l'Allemagne.

### Epoque moderne
Ses activités économiques sont soutenues par le régime du général Franco.
Il fonde en 1955 la Fondation Juan March qui est toujours active dans le domaine des arts.
Joan March trouve la mort 10 mars 1962 dans un accident de voiture près de Madrid, à Las Rozas de Madrid.

## Bibliographie

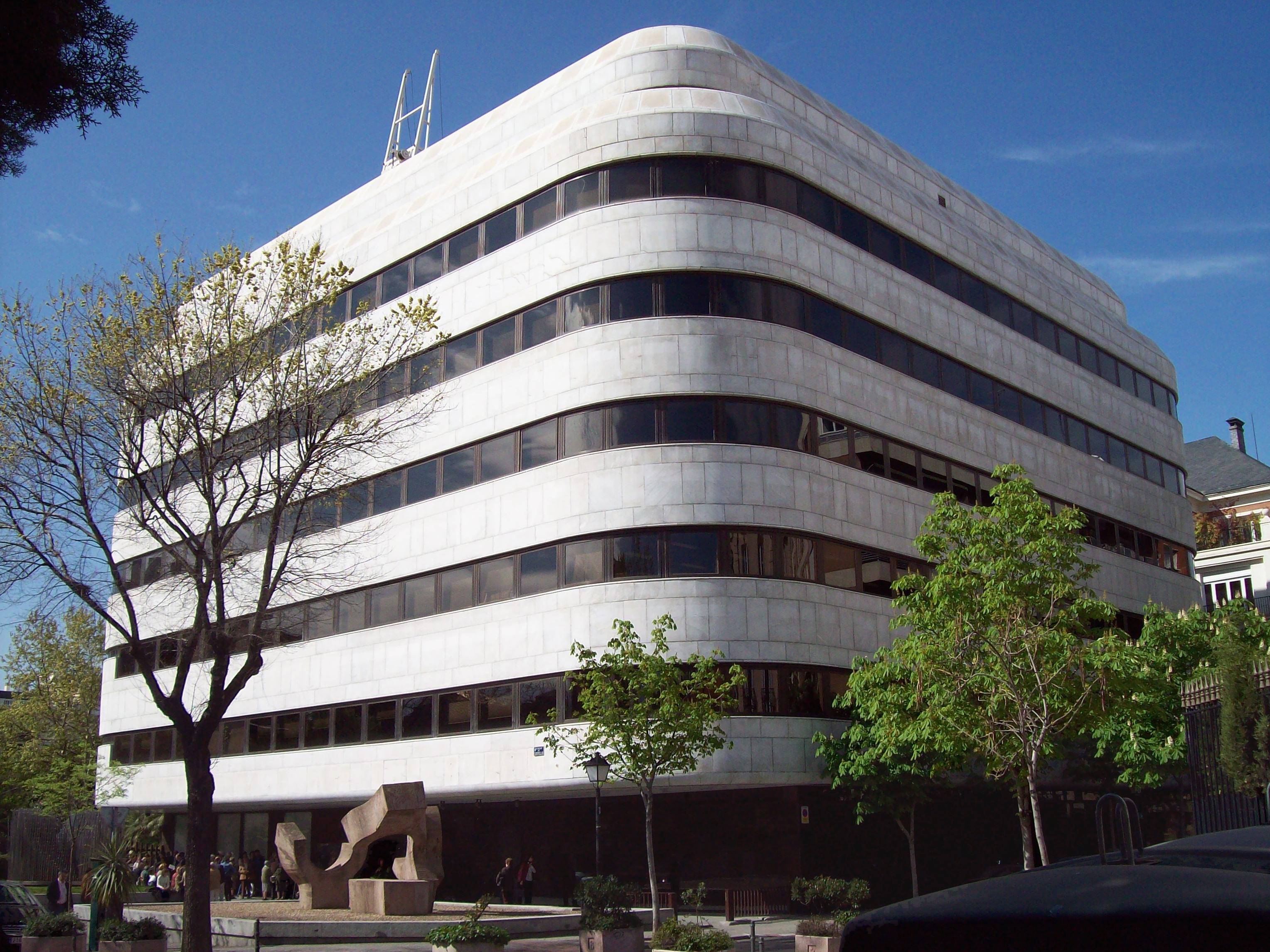
Siège actuel de la Fondation Juan March à Madrid